# Wolf Meinhard von Staa
Wolf Meinhard von Staa, vollständig Wolfgang Meinhard Wilhelm von Staa, (* 3. März 1893 in Elberfeld; † 22. April 1969 in Berlin) war ein deutscher Ministerialbeamter im Dienst des Kultusministeriums sowie Verleger. Bedeutsam ist seine Rolle im Zusammenhang mit der Ausstellung Entartete Kunst.

## Leben
Von Staa, Sohn des Gymnasiallehrers Gustav Richard von Staa (1859–1939), studierte Rechtswissenschaften in Tübingen, wo er Mitglied des Corps Rhenania wurde und später in Berlin und Kiel. Mit dem Referendarexamen 1914 meldete er sich freiwillig zum Kriegsdienst und wurde vor allem im Orient und in Palästina eingesetzt, wo er Hans von Hentig kennenlernte.
Nach Kriegsgefangenschaft war er im März/April 1920 Mitglied des Freikorps Lützow. 1921 wurde er an der Universität Köln zum Dr. jur. promoviert. Es folgte eine Tätigkeit im preußischen Staatsdienst (1920 Regierungsreferendar Düsseldorf, 1922 Regierungsassistent, 1925 Regierungsrat in bei der Bezirksregierung in Schleswig, 1926 bei der Regierung in Koblenz). 1926 wurde er Mitglied der DVP. Ab 1927 von Staa als Referent im Preußischen Ministerium für Wissenschaft, Kunst und Volksbildung tätig und stieg hier 1932 Zeit zum Ministerialrat auf. 1933 wurde er als Vertreter des Ministeriums in den Vorstand der Villa Romana berufen. Ab Mai 1934 leitete er im Range eines Ministerialdirektors die Kunstabteilung im Reichsministerium für Wissenschaft, Erziehung und Volksbildung (REM). Im selben Jahr trat er der NSDAP bei und wurde zum Leiter des Amtes für Volksbildung im REM ernannt. 1937 schied er aus dem Ministerium aus.

## Tätigkeit im Reichserziehungsministerium
Von Staa nutzte seine Möglichkeiten im Reichsministerium für Wissenschaft, Erziehung und Volksbildung, um sich auch nach der Machtergreifung 1933 für moderne Kunst und abweichende Meinungen einzusetzen. So intervenierte von Staa 1934 zugunsten von Hans von Hentig, als die Nationalsozialisten dessen Absetzung in Kiel betrieben.
Als Leiter der Kunstabteilung bemühte er sich, die Galerie der Lebenden im Kronprinzenpalais vor Zugriffen zu schützen. Robert Scholz brandmarkte von Staa bereits 1934 gegenüber Alfred Rosenberg als „Boykotteur der NS-Kulturpolitik“. Aufgrund seines Engagements für zeitgenössische Kunst und wegen seiner fortlaufend kritischen Haltung im Zusammenhang mit der Ausstellung Entartete Kunst wurde von Staa gemeinsam mit Eberhard Hanfstaengl 1937 zunächst beurlaubt und dann in den Ruhestand versetzt. Nachfolger des Zwangsbeurlaubten von Staa wurde der weniger kritische Klaus Graf von Baudissin.

## Verleger
1938 ging er zum Verlag Walter de Gruyter und wurde dort 1939 persönlich haftender Gesellschafter. Von 1945 bis zum Abschluss seines Entnazifizierungsverfahrens 1947 musste er aus der Geschäftsführung ausscheiden.

## Bibliophiler
Von 1941 bis 1945 war er Schatzmeister der Gesellschaft der Bibliophilen und war 1954 an der Neugründung des Berliner Bibliophilen Abends beteiligt und bis 1960 dessen erster Vorsitzender.

## Veröffentlichungen (Auswahl)
- Aufbau und Bedeutung der deutschen Universitätsinstitute und Seminare. In: Michael Doeberl u. a. (Hrsg.): Das akademische Deutschland Band 3, Berlin 1930, S. 263–276.
- Die auslandskundlichen Institute der deutschen Universitäten. In: Inter Nationes. Zeitschrift für die kulturellen Beziehungen Deutschlands zum Ausland 2, 1932, Nr. 2, S. 57–59.